# La donna serpente
La donna serpente è una fiaba teatrale di Carlo Gozzi, rappresentata per la prima volta al Teatro Sant'Angelo di Venezia il 29 ottobre 1762.
L'opera teatrale è stata adattata come film TV per bambini, trasmesso da Rete 1 il 26 marzo 1976 e diretto da Alessandro Brissoni, con Ave Ninchi, Carlo Bagno, Enrico Ostermann e Gianni Bortolotto, e come quarto episodio della serie animata Il gioco delle favole, realizzata per la TSI da Giulio Gianini ed Emanuele Luzzati e trasmessa dalla Rai nel 1982.

## Trama
La trama riguarda una principessa delle fate, Cherestani, al cui matrimonio con un mortale Farruscad si oppone il padre che fa anche una maledizione, il re fatato Demogorgon. Farruscad è costretto a giurare di non maledire sua moglie Cherestani, qualunque cosa lei faccia. Se lo fa, sarà trasformata in un serpente.

## Influenza dell'opera
La fiaba fu alla base delle Fate di Richard Wagner (1833) e della Donna serpente di Alfredo Casella (1932), ma non - come talvolta erroneamente riportato - per l'opera Die Sylphen di Friedrich Heinrich Himmel del 1806 che si basa su un'altra favola di Gozzi, La Zobeide.
L'interesse di Wagner per Gozzi fu probabilmente influenzato dalla traduzione di suo zio Adolph Wagner di un'altra favola di Gozzi, Il corvo, nel 1804. Wagner, rispetto alla Donna serpente, cambiò i nomi della principessa Cherestani in Ada e Farruscad in Arindal. Va inoltre notata l'influenza di altre sezioni di La donna serpente, non utilizzate da Wagner nelle Fate, ma riprese dal compositore tedesco per il secondo atto del Parsifal.